# Finn (Star Wars)
Pour les articles homonymes, voir Finn (homonymie).
Personnage de fiction apparaissant dans
Star Wars.
Finn est un personnage de fiction de l'univers Star Wars. Il est interprété par John Boyega dans les trois films de la troisième trilogie : Le Réveil de la Force, Les Derniers Jedi et L'Ascension de Skywalker.

## Biographie

### Passé
Enfant, il a été enlevé à sa famille pour être intégré au programme de formation des Stormtroopers du Premier Ordre. Il ignore son véritable nom et n'est alors connu que sous son matricule, FN-2187. Il évolue sous les ordres du capitaine Phasma.

### ÉpisodeVII
Lors de sa première mission, il est envoyé sur Jakku sous les ordres de Kylo Ren. Ils doivent mettre la main sur une carte permettant de localiser Luke Skywalker, exilé depuis des années sur une lointaine planète. Kylo Ren ordonne aux troupes de massacrer un village, mais FN-2187 ne peut accepter cet ordre. Très chamboulé, il retourne cependant avec les autres Stormtroopers sur le vaisseau-mère. Le capitaine Phasma décèle la peur et les doutes du jeune homme et lui ordonne d'aller se faire reconditionner. Il décide de ne pas se plier à ces ordres et s'échappe du vaisseau à bord d'un TIE, avec l'aide de Poe Dameron, qui était retenu prisonnier. Poe lui demande alors son nom. Il répond qu'il n'a qu'un matricule. Poe le nomme alors Finn. Leur chasseur est abattu et s'écrase sur Jakku. Finn se réveille seul, Poe a disparu. Finn marche alors seul dans le désert aride de Jakku.
Dans un village, il croise la route de la jeune Rey et du droïde BB-8, qui cache une partie de la carte donnée par Poe. Attaqués par les Stormtroopers, ils fuient tous les trois à bord du Faucon Millenium. Le vaisseau est ensuite « happé » par un plus gros vaisseau. Il s'agit en fait de Han Solo et Chewbacca, qui recherchaient depuis des années le Faucon qui leur avait été volé. Han et Chewie les aident à se rendre sur Takodana, pour donner les plans à la Résistance. Ils y rencontrent Maz Kanata.
Finn décide ensuite de fuir pour échapper au Premier Ordre, malgré l'insistance de Rey. Mais les Stormtroopers attaquent la cité rebelle. Rey est capturée par Kylo Ren et emmenée sur la planète-arme Starkiller. Finn aide la Résistance à trouver le moyen de détruire Starkiller et s'y rend en compagnie de Han Solo et Chewbacca afin de neutraliser le bouclier qui la protège pour laisser le champ libre aux X-Wings menés par Poe Dameron.
Mais le véritable but de Finn est de sauver Rey. Tous deux assistent impuissants à l'assassinat de Han Solo par son fils Ben (Kylo Ren) et les trois protagonistes se retrouvent finalement dans une forêt enneigée où Finn entame le combat avec le sabre laser d'Anakin Skywalker, conservé par Maz Kanata. Il affronte Kylo Ren mais ce dernier le blesse sévèrement et le laisse inconscient. Avec l'aide de la Force, Rey parvient ensuite à se saisir du sabre et combat Kylo Ren à son tour, parvenant à prendre le dessus au moment où la planète est détruite par la Résistance.
Finn toujours inconscient et Rey sont récupérés par Chewbacca à bord du Faucon Millenium et ramenés sur la base principale de la Résistance. Rey embrasse Finn (sur le front) qui n'a pas repris conscience en lui disant qu'elle est sûre de le revoir, et elle s'en va retrouver Luke Skywalker sur la planète où le dernier Jedi s'est exilé.

### ÉpisodeVIII
Finn toujours dans le coma est évacué à bord du croiseur de la Résistance. Il se réveille perdu sur le vaisseau et recherche Rey. Poe et BB-8 vienne le voir et Finn demande où est Rey. Poe l'amène a Leia qui le rassure que Rey pourra les retrouver grâce à la balise crypto-binaire qu'elles portent, la flotte de la résistance est retrouvée par le Premier Ordre, Leia autorise Poe à lancer les chasseurs pour repousser les chasseurs du Premier Ordre. Le hangar est détruit par Kylo Ren, forçant la résistance à fuir. Dans le même temps la passerelle est détruite tuant l'intégralité des commandants de la Résistance. Leia parvient à utiliser la force pour revenir au vaisseau. Finn récupère la balise de Leia pendant qu'elle est transportée à l'infirmerie.
Comprenant que la Résistance est morte, il essaye de fuir le vaisseau pour retrouver Rey et rencontre Rose qui le neutralise et les deux montent un plan pour détruire le traqueur hyper-spatial. Poe approuve l'idée et Maz Kanata les oriente vers un cryptographe. Finn, Rose et BB-8 se rendent sur Canto Bight où ils sont arrêtés par la police locale à cause du stationnement de leur vaisseau. En prison, le duo rencontre DJ qui se prétend cryptographe et s'enfuit de la prison devant le scepticisme du duo. Ils parviennent à fuir de la prison et se retrouvent poursuivis jusqu'aux falaises où ils sont sauvés par BB-8 et DJ. Finn et Rose négocient avec DJ qui accepte de les aider en échange du médaillon de Rose qu'elle cède pour le bien de la mission.
Sur le vaisseau du Premier Ordre, le trio et BB-8 trouvent la salle du traqueur mais sont arrêtés par les stormtroopers et le capitaine Phasma. Finn et Rose sont conduits dans le hangar où DJ a vendu le plan de sauvetage de la Résistance en échange de sa libération. Le sacrifice du croiseur de la Résistance et l'aide de BB-8 permettent à Finn et Rose de reprendre le dessus. Finn vainc Phasma et celle-ci meurt en tombant dans les flammes. Le trio parvient à s'enfuir dans une navette impériale.
Se posant en catastrophe sur Crait, le duo s'aperçoit avec tristesse que les trois quarts de la Résistance sont morts. Leia et Poe n'abandonnent pas, Finn fait un discours en mentionnant les alliés de Leia qui viendront les aider, il rejoint l'escadron de Poe pour s'attaquer aux troupes au sol. Ils sont rapidement dépassés et l'arrivée du Faucon permet à l'escadron de se concentrer sur l'arme principale des assaillants. Poe ordonne le repli mais Finn refuse et veut se sacrifier pour détruire l'arme mais il est percuté par Rose. Finn ramène Rose blessée dans Crait. Au même moment le Jedi Luke Skywalker apparaît pour combattre le Premier Ordre et Finn veut l'aider mais Poe comprend que Luke leur donne le temps de fuir.
Les rescapés se retrouvent bloqués par des rochers qui se soulèvent grâce au pouvoir de Rey, Finn lui tombe dans les bras, heureux de retrouver son amie. Il s'envole avec les survivants de la Résistance pour continuer le combat.

### ÉpisodeIX
Toujours dans la Résistance, Finn participe avec Poe et Chewbacca à une rencontre leur permettant d'apprendre qu'un espion du Premier Ordre leur fournit des informations sur le retour de l'Empereur Palpatine. De retour à leur base, Finn retrouve Rey qui le questionne sur l'état du Faucon après leur combat contre le Premier Ordre. Pendant le briefing Finn et Poe dévoile le retour de Palpatine, Finn voit Rey partir.
Malgré la réticence de Rey, Finn embarque avec elle, Poe, C-3PO, BB-8 et Chewbacca vers Passana. Ils sont repérés par le Premier Ordre et sauvé par un homme qui se révèle être l'ancien général de la Rébellion, Lando Calrissan qui les guide vers l’artefact recherché. L'équipe est piégée dans les sables mouvants et Finn tente de dire quelque chose à Rey mais l'équipe tombe sous terre dans le repaire ou Rey soigne un serpent. L'équipe trouve la dague.  Ne pouvant retourner au faucon, Finn et Poe décident de réparer l'ancien vaisseau d'Ochee. Finn ressent la présence de Kylo Ren et les voit emmener Chewbacca. Finn avertie Rey qui tente de retenir le vaisseau mais fini par le détruire en tentant d'être plus forte que Kylo.
Finn tente de réconforter Rey mais celle-ci craint de devenir mauvaise à cause de la vision qu'elle a vu[style à revoir]. L'équipe se rend sur Kijimi pour reprogrammer C-3PO ou ils sont pris en embuscade par d'anciens amis de Poe, Rey les neutralise facilement et Zorri les mène à Babu Frik qui les aide à reprogrammer C-3PO[style à revoir]. Rey sent la présence de Chewbacca dans le destroyer de Kylo Ren, l'équipe s'y rend pour le libérer. Rey va chercher la dague, Finn et Poe libère Chewbacca avant de fuir, d'être arrêté et sauvé par le général Hux qui se révèle comme l'espion refusant de voir Kylo Ren diriger. Finn lui tire dans la jambe et le groupe s'enfuit à bord du faucon ou ils récupèrent Rey et se dirige vers Kef Bir.
Le Faucon atterrit en catastrophe sur Kef Bir. Sur place, il rencontre Jannah et une communauté d'anciens Stormtroopers déserteurs. Rey veut se rendre sur l'épave de l'étoile de la mort, mais Jannah veut attendre le lendemain à cause de la mer. Jannah raconte son histoire à Finn et s'aperçoivent que Rey est partie seule vers l'épave. Finn et Jannah la suivent jusqu'au sommet de l'épave ou Rey affronte Kylo Ren, Rey utilise une poussée de force pour empêcher Finn de venir la rejoindre. Il la voit ensuite partir à bord du chasseur de Kylo.
Il rentre à la base avec Poe et Chewbacca où ils apprennent la mort de Leia. Poe est nommé général et donne le même grade à Finn. La résistance détecte l'ancien chasseur de Luke Skywalker se dirigeant vers la planète Exegol où se cache l'Empereur. Finn comprend que Rey leur indique le chemin. Ils organisent la mission et la Résistance se rend sur Exegol.
La Résistance défie les destroyers du Dernier Ordre. Finn et Poe veulent détruire la tour pour que leurs alliés menés par Lando et Chewbacca viennent leur prêter main-forte. Le Dernier Ordre comprend le plan et transfère le signal vers le destroyer amiral. Finn, Jannah et une équipe au sol abordent la coque du destroyer pour détruire le vaisseau. Surpassé par la flotte de l'Empereur, la Résistance est soutenue par des milliers de vaisseaux menés par Lando et Chewbacca permettant a la Résistance de reprendre le combat. Finn et Jannah arrivent à détruire la Tour et sont sauvés par le Faucon. Finn ressent et est abattu par la mort de Rey. Finn voit son vaisseau s'envoler et ressent que son amie est en vie.
De retour a leurs base, Finn étreint Rey et Poe pour fêter leur victoire.

## Caractéristiques
Étant stormtropper, il a été formé pour respecter les ordres mais il développe une peur du Premier Ordre. Elle le pousse à s'enfuir en libérant le pilote de la Résistance. Sa peur le pousse à mentir à Rey sur ses origines. Han Solo comprend qu'il ment et le prévient que les femmes apprennent toujours la vérité. Finn utilise sa peur pour combattre et sauver Rey.  Sa personnalité de soldat revient peu à peu et lui permet de combattre Kylo Ren en duel. Après sa rencontre avec Rose, il décide de combattre pleinement le Premier Ordre et devient un des éléments importants de la Résistance jusqu'à la fin.